# Nuestra Señora de Izamal
Nuestra Señora de Izamal o Virgen de Izamal es una advocación mariana que representa a la Inmaculada Concepción que se venera en el convento de San Antonio de Padua de la ciudad de Izamal, estado de Yucatán (México). Es la patrona de la Península de Yucatán.

## Historia
En 1558, Fray Diego de Landa mandó hacer a Guatemala un par de imágenes gemelas de la Virgen, una para Izamal y otra para Mérida. La imagen venerada en Izamal adquirió gran veneración en el pueblo yucateco, siendo conocida por sus múltiples milagros.
Se atribuye a la Virgen varios milagros famosos; la "resurrección" de una niña española y otra maya, la curación de otro niño maya que nació tullido y de otro que andaba con muletas y pedía limosnas en el convento. También se le atribuyó el milagro de devolver la lengua y el habla a un español católico a los que protestantes ingleses capturaron y cortaron la lengua, pues rebatía sus doctrinas religiosas.
En 1648 el entonces obispo de Yucatán, Marcos de Torres y Rueda, le otorgó a la imagen los títulos de Patrona y Abogada contra las pestes y enfermedades. Por su parte, en 1730, el gobernador de Yucatán, Antonio de Figueroa y Silva, la nombró Reina y Gobernadora, Capitana General y Soberana Señora de Yucatán.
En varias ocasiones la Virgen de Izamal ha sido trasladada en rogativas a Mérida, capital del Estado de Yucatán; en 1648 (por epidemia de fiebre amarilla), en 1730 y 1744 (por la peste) y en 1769 (por una  plaga de langostas y otra epidemia).
La noche del 16 al 17 de abril de 1829 un fuego devastador se extendió por el convento de San Antonio de Padua y destruyó la imagen original de la Virgen de Izamal. Ante esta pérdida, se sustituyó la imagen por la que actualmente se venera, la cual la leyenda popular establece que fue la imagen gemela mandada hacer por Diego de Landa conjuntamente con la desaparecida en el incendio y que se veneraba originalmente en el convento grande de San Francisco en Mérida. Esta imagen fue donada al santuario de Izamal por Narcisa de la Cámara, ya que la talla pertenecía a su familia a raíz del decreto de extinción de conventos en torno a 1821.
El Papa Juan Pablo II visitó Izamal en agosto de 1993, donde realizó una misa para los indígenas americanos y coronó la imagen de la Virgen.

## La imagen de la Virgen
La talla que actualmente se venera en el convento de San Antonio y Santuario de la Virgen de Izamal es una escultura de madera policromada y tamaño natural. Porta una corona real labrada, una peluca, saya o túnica y manto de color azul, acorde con la iconografía de la Inmaculada. También lleva prendida de la túnica las llaves de la ciudad y entre sus manos un cetro como Reina y Patrona. En el pecho lleva un corazón de oro. Esta imagen es cambiada de manto tres veces al año. La imagen está de pie sobre una media esfera o globo terráqueo, con la media luna a sus pies.
Probablemente la imagen actual no se corresponda con la imagen "sustituta" que mandó tallar Diego de Landa junto con la desaparecida en el incendio de 1829. La actual imagen responde más bien a un modelo sevillano del siglo XVII.

## Festividades
La Virgen de Nuestra Señora de Izamal tiene dos festividades anuales; el 8 de diciembre (festividad de la Inmaculada Concepción) y el 15 de agosto (fiesta patronal de la Virgen de Izamal).